# Nayef al-Kadhi
Nayef Ali al-Kadhi (arabe : نايف علي القاضي), parfois orthographié Naif Ali Al-Qadi, né le 3 avril 1979 à Haïl, est un footballeur saoudien. Il joue au poste de défenseur avec l'équipe d'Arabie saoudite et le club de Al Shabab Riyad.

## Carrière

### En club
- 2000-2006 : Al Ahly Djeddah -  Arabie saoudite
- 2006-2007 : Al Rayyan Club -  Qatar
- 2007- : Al Shabab Riyad -  Arabie saoudite

### En équipe nationale
Il a eu sa première cape en 2003. Il a joué six matchs de qualification pour la coupe du monde 2006.
Al-Kadhi participe à la coupe du monde 2006 avec l'équipe d'Arabie saoudite.  

## Palmarès
- 28 sélections et 2 buts en équipe nationale (au 25 mai 2006)